# Hantsindzi
Hantsindzi est une ville de l'union des Comores, situé sur l'île de Grande Comore. En 2019, sa population est estimée à 3 109 habitants.

## Actions de développement
En 2017, l'ONG Ulanga met en œuvre le projet « Professionnalisation de l’écotourisme pour la résilience des communautés locales face aux effets du changement climatique » dans les localités de Hantsindzi et de Ourovéni, avec l'accompagnement de l'initiative Objectif 2030.
En 2019 ils ont ouvert le centre culturel du nord (bibliothèque, salle d'informatique, radio, télévision et salle de conférence).
Construction de routes sur fonds propre du village.